# Драгољуб Златковић
Драгољуб Златковић (Војнеговац, код Пирота, 1937) српски је етнолог, сакупљач народних умотворина пиротског краја и песник.
До сада је сакупио и објавио дванаест колекција пословица, поређења, изрека, загонетки, народних песма и приповедака у часописима „Развитак“, „Пиротски зборник“ и „Нишки зборник“. Три већа рада из микротопонимије пиротског краја објавио је у „Пиротском зборнику“, а више од двадесет радова из етнологије у низу часописа у нашој земљи, у Москви и Софији.
Бави се књижевним радом на пиротском говору.
Драгољуб Златковић је стручни сарадник Музеја Понишавља у Пироту. Завршио је агрономију  и предавао у Млекарској школи у Пироту 13 година. 

## Књиге народних умотворина
- Пословице и поређења у пиротском говору, Српски дијалектолошки зборник, бр. 34, САНУ, Београд, 1988;
- Фразеологија страха и наде у пиротском говору, Српски дијалектолошки зборник, бр. 35, САНУ, Београд, 1989;
- Фразеологија омаловажавања у пиротском говору, Српски дијалектолошки зборник, бр. 36, САНУ, Београд, 1990;
- Срамотно и погано у пиротском говору, ДИОС, Софија, 2001;
- Време уз огњиште, народне приповетке, Дом културе Пирот, 2002;
- Тулу лан, булу лан, народне дечје умотворине пиротског краја, Дом културе, Пирот, 2002;
- Гладно грне, народне приповетке пиротског краја, Народна библиотека, Пирот, 2003;
- Дечји фолклор у пиротском крају, ДИОС, Софија, 2003;
- Петко и Јана, ласцивна и скатолошка приповедања, певања и фразе из пиротског краја, Народна библиотека – Институт за књижевност и уметност, Пирот – Београд, 2004;
- Приповедања из пиротског краја, Пи-прес, Пирот, 2005;
- Традиционално сточарство у пиротском крају и његова перспектива, Пи-прес, Пирот, 2006;
- Приповетке и предања из пиротског краја, Институт за књижевност и уметност, Београд, 2007;
- Ругалице и њима сродни облици у традицији пиротског краја и суседних области, Пирот, 2012;

## Лексикографија
- Речник пиротског говора I и II, Службени класник, Београд, 2014.

## Поезија
- Што има дума, песме на дијалекту, Слобода, Пирот, 1987.
- Дума, допуњено издање књиге „Што има дума“, Пи-прес, Пирот, 2004;

## Награде
- Награда Вукове задужбине за 2015. годину